# Kanton Montpellier-4
Kanton Montpellier-4 (francouzsky Canton de Montpellier-4) je francouzský kanton v departementu Hérault v regionu Languedoc-Roussillon. Tvoří ho pouze část města Montpellier a jeho městské čtvrti Boulevard de Strasbourg, Gare, Les Aubes, Cité Saint-Roch, Consuls de Mer, Rives du Lez, La Pompignane, Richter, Millénaire, Jardins de la Lironde, Grammont, Odysseum, Montaubérou a La Méjanelle.